# Печенов, Алексей Николаевич
Алексе́й Никола́евич Печенов (30 марта 1910, Киев — 13 сентября 1986, Киев) — советский архитектор. Главный инженер организации «КИЕВПРОЕКТ» (1962—1978), доцент (1969), кандидат технических наук (1972). Лауреат Государственной премии СССР (1967).

## Биография
С 1934 года по 1935 год работал в Западно-Сибирском управление Аэрофлота. С 1947 года поступил в КИЕВПРОЕКТ, где работал до 1978 года (с 1962 года по 1978 год главным инженером).

## Публикации

### Книги
- Печенов А. Н. Расчет и конструирование многоэтажных каркасно-панельных зданий. (Издание 2-е, переработанное, дополненное). — Киев, «Будивельник», 1975. — 192 с.[1]
- Архитектурные конструкции гражданских зданий : расчет конструкций / А. Н. Печенов, А. С. Дехтярь, А. П. Ковальский . — Киев : Будивельник, 1983. — 72 с.
- Архитектурные конструкции гражданских зданий. Каркасы, объемные конструкции / А. Н. Печенов, В. С. Волга, Л. И. Армановский. — Киев : Будивельник, 1980. — 76 с.

## Награды и премии
- Государственная премия СССР (1967) — за архитектуру Дворца пионеров в Киеве